# トビイロヤンマ

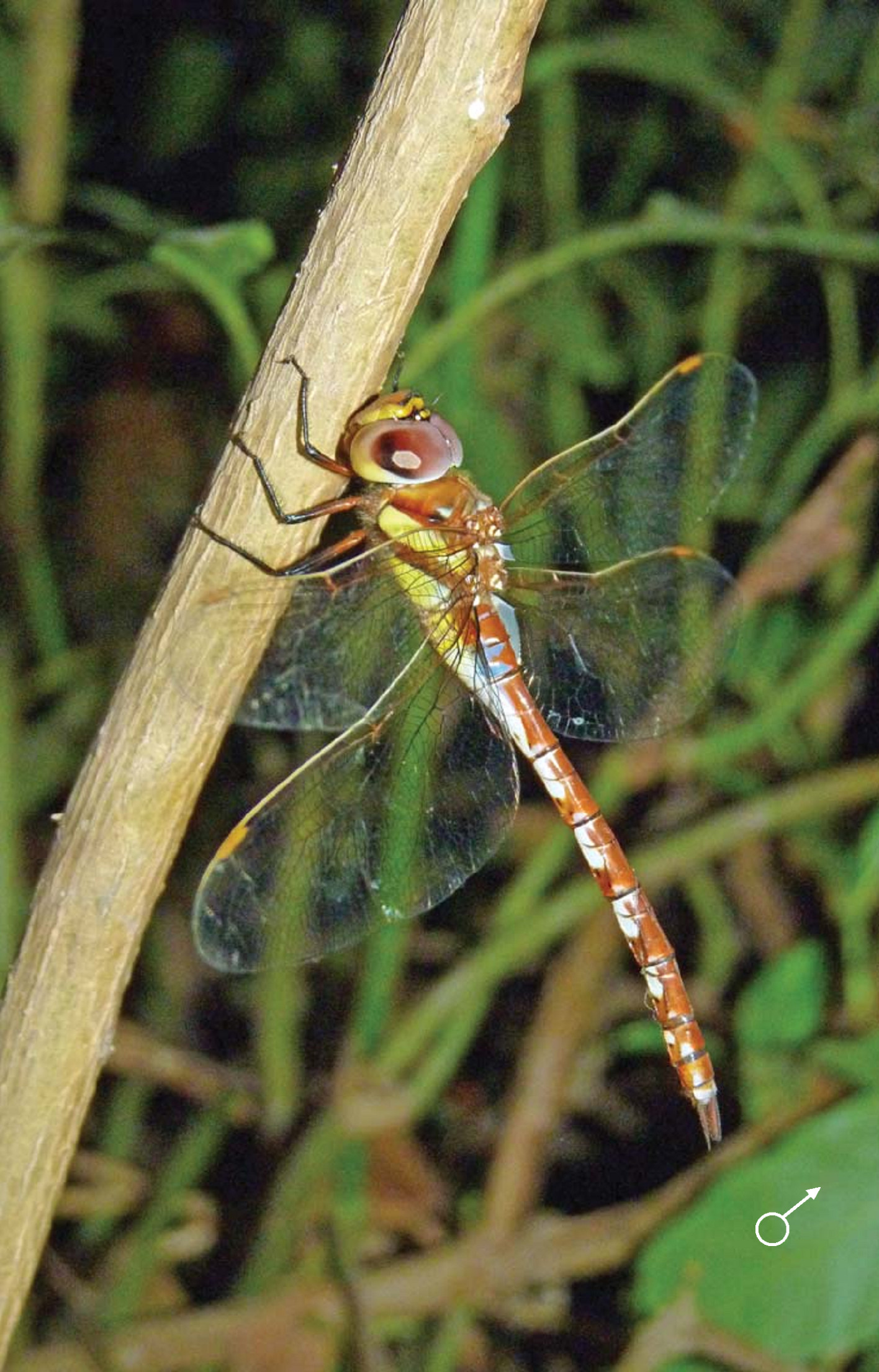
未成熟個体は複眼が褐色

トビイロヤンマ（鳶色蜻蜓、学名: Anaciaeschna jaspidea）は、トンボ目ヤンマ科に分類されるトンボの一種。東洋熱帯と西太平洋島嶼部に広く分布する熱帯性のトンボである。日本でも南西諸島で見られ、南日本への飛来および一時発生記録もあるが、21世紀初頭には国内絶滅が危惧されるほどに減少している。

## 形態
成虫はオスが全長64-73mm、後翅長41-46mm、メスが全長63-71mm、後翅長42-48mm。成虫はオスメスとも体の地色は赤褐色で、和名の「鳶色」はここに由来する。性成熟した成虫の複眼はオスが淡青色、メスが緑色だが、未成熟個体は複眼も褐色である。背面はほぼ赤褐色一色だが、腹部先端の第8-第10腹節背面に各1対（計6個）の黄白色斑がある。
胸部-腹部側面には黄緑色の斑紋が並ぶ。胸部側面は広く黄緑色で、太い1本の茶色帯が斜めに走る。第1-第3腹節側面も広く黄緑色だが、上方に水色を帯びる。第4-第8腹節側面にも細かい黄白色斑があり、これらの斑点はオスでは個体によって水色を帯びる。翅は縁紋・翅脈とも褐色で、未成熟個体の翅はほぼ透明だが成熟すると全体的に黄色くなる。同属種マルタンヤンマ A. martini 同様、メスの方が翅の黄色みが強い。
類似種はマルタンヤンマ、ヤブヤンマ Polycanthagyna melanictera、マダラヤンマ Aeschna mixta である。マルタンヤンマは特に羽化直後の成虫がトビイロヤンマに似るが、胸部-腹部前半の明色部に太い褐色帯が2本あること（第1腹節側面が褐色）、腹部後半に明色斑がなくほぼ褐色であることで区別できる。ヤブヤンマは明らかに大型で（全長79-93mm）地色も黒く、第8-第10腹節に明色斑がない。マダラヤンマは北方系で分布が殆ど重複せず、腹部背面の明色斑が多い。

## 分布
インド、東南アジア諸国、中国南部、台湾、日本(南西諸島)、オーストラリア北部、メラネシア、ミクロネシア、ポリネシア中央部のクック諸島まで、東洋熱帯と西太平洋島嶼部の広範囲に分布する。
日本では沖縄諸島以南の南西諸島に分布する。21世紀初め頃まではトカラ列島・中之島、および奄美群島にも分布していた。多くの島で記録されているが、トカラ列島の記録は中之島のみで、他に喜界島、沖永良部島、尖閣諸島なども記録がない。

## 生態
抽水植物が繁茂する湿原に生息し、人工環境の水田、放棄水田、遊水池でも見られる。
成虫が発生するのは沖縄諸島で4月-10月、八重山列島では通年見られる。成虫は黄昏飛翔性で、朝夕の薄暗い時間帯に活発に飛翔するが、八重山諸島では気温が低い冬季には日中に活動する。オスは抽水植物の間を飛び、ホバリングしながら縄張り飛翔もおこなう。メスを見つけたオスは連結して交尾し、交尾態で植物に静止する。メスは主に午後に単独で湿地の岸辺の泥土や抽水植物の茎などにとまって産卵する。
卵の期間は10日-3週間ほどで、孵化した幼虫は湿地の水中で小動物を捕食して成長する。幼虫の期間は1-3ヶ月程度で、日本産トンボ類の中では成長が非常に早い。熱帯のトンボゆえに成長も季節に応じておらず、通常の日本産トンボ類のような決まった越冬態はないと考えられる。

### 飛来記録
本来の分布域から大きく隔離した飛来記録（迷トンボ）、または飛来先で繁殖し多数の成虫が活動する「一時発生」記録が、日本国内で計4例報告されている。島嶼部を含む広大な分布域をもつ割には分布域外の飛来記録は少なく、移動性は弱いと考えられている。
- 小笠原諸島父島・母島 – 一時発生[8]。
- 1993年 ・高知県中村市（現・四万十市）トンボ自然公園 - 8月28日にメス1匹採集[1][11]。
- 2000年・静岡県静岡市麻機遊水地 – 一時発生。9月25日にメス1匹が撮影され[2]、それを受けた10月1日の調査で重複の可能性があるものの十数匹の活動を確認、11月5日までに少なくともオス8匹・メス4匹が採集された。晴れた秋の午後に、遊水池内の草丈の高い区域で活動する多くの成虫が目撃され、メスの産卵行動も記録された。しかし12月には記録が絶えた[3][4]。
- 2015年・長崎県長崎市 - 9月にオス1匹採集[12]。

## 保全状況評価
LEAST CONCERN (IUCN Red List Ver. 3.1 (2001))
絶滅危惧IB類 (EN)（環境省レッドリスト）
大陸と多数の島嶼を含む広い分布域をもち、数百km隔離された洋上の孤島にも分散している。世界的に見ると絶滅の危険は小さい。
しかし日本では、南西諸島における湿原の遷移・乾燥化、水田の圃場整備、農薬使用などが重なり、本種は他の水田・湿原生物とともに激減した。20世紀末から21世紀初頭にかけて、北限とされる中之島と奄美群島の生息地が消滅し、沖縄諸島・八重山諸島でも生息地が激減した。中には見た目の環境変化が特になかったにもかかわらず本種が姿を消してしまった生息地もある。環境省レッドリストでは2012年版より絶滅危惧IB類(EN)に指定されている。